# Wallace Pratt Lodge
Pour les articles homonymes, voir Pratt.
Le Wallace Pratt Lodge est une maison du comté de Culberson, dans l'ouest du Texas, aux États-Unis. Situé au sein du parc national des Guadalupe Mountains, il est lui-même inscrit au Registre national des lieux historiques depuis le 26 mars 1975.
Comme la Wallace E. Pratt House, c'est une ancienne résidence de Wallace Pratt (en), un géologue qui est le principal donateur des terrains qui ont formé le parc national.